# Ulmakkolampi
Ulmakkolampi är en sjö i Finland. Den ligger i kommunen Salla i landskapet Lappland, i den norra delen av landet, 800 km norr om huvudstaden Helsingfors. Ulmakkolampi ligger 314,7 meter över havet. Arean är 10,2 hektar och strandlinjen är 2,29 kilometer lång. Sjön  ingår i Koundaälvens huvudavrinningsområde. 